# Chuck Williams
Edward „Chuck” Williams (ur. 6 czerwca 1946 w Boulder) – amerykański koszykarz, występujący na pozycji rozgrywającego.

## Osiągnięcia
ABA
- Wicemistrz ABA (1976)[1]
- Uczestnik meczu gwiazd ABA (1973, 1976)[2][1]
- Lider ABA w:
  - średniej asyst (1973 – 7)[2]
  - liczbie asyst (1973 – 582, 1975 – 576)[2][3]